# Aquí llega Condemor, el pecador de la pradera
Aquí llega Condemor, el pecador de la pradera es una película española de 1995 dirigida por Álvaro Sáenz de Heredia, protagonizada por Chiquito de la Calzada y Bigote Arrocet.

## Sinopsis
Narra las aventuras de un aristócrata francés, el “Condemor”, y Lucas, su fiel criado mexicano que, perdidos en el desierto del lejano Oeste, buscan la forma de volver al París de los franceses. A raíz de una involuntaria demostración de valor, “Condemor" es nombrado sheriff -muy en contra de su voluntad- y obligado a perseguir al “Tuerto” y a resolver la incógnita del paradero del padre del Chico y también la localización del legendario El Dorado, la fabulosa mina de oro. La historia se complica cuando el amor platónico de Condemor, la “Bella Jolly”, cantante del Saloon, también es raptada por el malvado... 

## Reparto
- Chiquito de la Calzada: Condemor
- Bigote Arrocet: Lucas
- Sol Abad: Jolly
- Naim Thomas: Chico
- Julio Tejela: Tuerto
- María José Nieto: Adela
- César Varona: Minero
- Aldo Sambrell: Valerio
- José Yepes: Herrero

## Curiosidades
Según contó el propio Álvaro Sáenz de Heredia en el making off de la película, el guion de la misma había sido escrito con la idea de que la película fuese protagonizada por el dúo humorístico Martes y trece, pero no lograron llevarla a cabo por falta de tiempo, quedando el guion en un cajón.
Años después, tras el apabullante éxito de Chiquito en la televisión, el director rescató aquel guion y lo rescribió para adaptarlo a la idiosincrasia de Chiquito, cambiando los nombres de los personajes y otros elementos.
- Datos: Q623438